# Valhalla, Sandviken

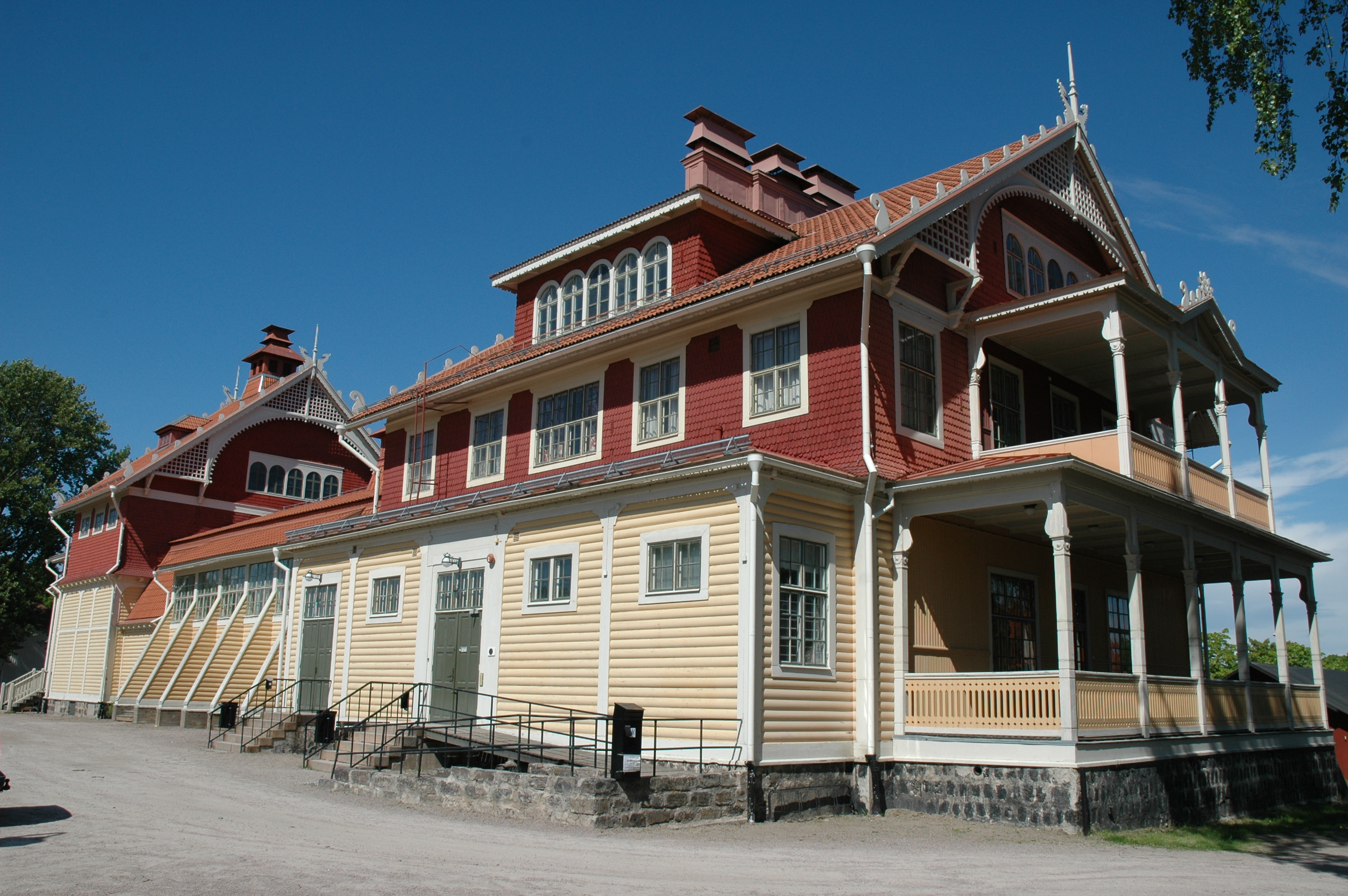
Valhalla

Valhalla är en byggnad i Sandviken som uppfördes av Sandvik AB år 1908 efter ritningar av den dåvarande stadsarkitekten i Gävle, E. A. Hedin och namngavs efter Odens boning, Valhall. Den uppfördes som en nöjesbyggnad för de anställda på verket, med lokaler för, och uppträdanden med, teater, dans, konserter och fester bland annat. Celebriteter som Ernst Rolf har uppträtt i byggnaden, som var belägen så pass nära järnvägsstationen att konserter tvingades avbrytas när ett tåg passerade.
De ursprungliga scenerna är idag bevarade. När byggnaden uppfördes 1908, uppfördes den i enlighet med det dåvarande arkitektoniska modet med fornnordisk mytologi och nationalromantik. Dessa drag avlägsnades under funktionalismens tid på 1930-talet men restaurerades under 1990-talet. 1980 såldes huset till Sandvikens kommun. Den har därefter använts flitigt av PRO i Sandviken för festligheter och föreningsaktiviteter.